# برنارد ايمي
برنارد إيمي (بالفرنسية: Bernard Émié)‏ (ولد في 6 سبتمبر 1958) هو دبلوماسي سامي فرنسي يعمل حاليًا كمدير المديرية العامة للأمن الخارجي (بالفرنسية: Direction Générale de la Sécurité Extérieure) ، وكالة المخابرات الخارجية الرئيسية في فرنسا.
عمل إيمي سابقًا سفيرًا فرنسيًا في الجزائر من 1 أغسطس 2014 حتى 2017، وكان السفير الفرنسي لدى المملكة المتحدة من 2011 حتى 2014،وكان سابقًا سفيرًا إلى تركيا في أنقرة.

## مسار مهني مسار وظيفي
تخرج ايمي في عام 1979 من معهد العلوم السياسية ، قبل أن ينظم إلى المدرسة الوطنية للإدارة (ENA). التحق بوزارة الخارجية الفرنسية كسكرتير عام 1983.
شغل منصب السكرتير الثاني في نيودلهي ، الهند (1984-1986) ، قبل أن ينتدبه جان برنارد ريمون إلى وزارة الخارجية .
تمت ترقية إيمي إلى منصب مستشار في السفارة الفرنسية في واشنطن العاصمة ، الولايات المتحدة ، قبل أن يعود إلى مهامه في وزارة الخارجية الفرنسية بصفته نائب مدير شمال إفريقيا والشرق الأوسط.
شغل ايمي منصب السكرتير الخاص (1993-1995) إلى الان جوبيه ووزير مستشار للرئيس جاك شيراك .
في عام 1998، تم تعيينه سفيراً لدى الأردن، وفي عام 2002، تم تكليفه بالعمل كمدير لفرنسا لشمال إفريقيا وشؤون الشرق الأوسط. عيّن سنة 2004 سفيراً فرنسياً في لبنان.
عمل إيمي سفيراً لتركيا من عام 2007 حتى عام 2011 وسفيرًا فرنسيًا في لندن من عام 2011 حتى عام 2014 ، قبل أن يتم تعيينه كمفوض سامٍ لدى الجزائر .
في يونيو 2017 ، تم تعيينه كرئيس لوكالة المخابرات الخارجية الفرنسية.

## الحياة الشخصية
تزوج برنارد إيمي ،امراة من أصل بلجيكي ، في 30 سبتمبر 1989 إيزابيل ، الابنة الوحيدة لفرنسوا دي شابان (ماركيز دي لا باليس دي تورنون)،  الذي لديه ابنتان (كونستانس وبولين) وابن واحد (لويس).